# Unicodeblock Neu-Tai-Lue
Der Unicodeblock Neu-Tai-Lue (engl. New Tai Lue, U+1980 bis U+19DF) enthält die Schrift für die Sprache Tai Lü, eine der vier Schriftsprachen des Dai-Volkes in China. Eine weitere Schrift dieses Volkes ist im vorangehenden Unicodeblock Tai Le kodiert. Neu-Tai-Lue, auch Vereinfachtes Tai Lue genannt, wurde in den 1950er Jahren auf der Grundlage der alten Tai-Le-Schrift entwickelt.

## Liste
| Unicodenummer | Zeichen (400 %) | Kategorie                               | Bidirektionale Klasse     | Offizielle Bezeichnung                 | Beschreibung                         |
| ------------- | --------------- | --------------------------------------- | ------------------------- | -------------------------------------- | ------------------------------------ |
| U+1980 (6528) | ᦀ               | anderer Buchstabe, Silbe oder Ideogramm | links nach rechts         | NEW TAI LUE LETTER HIGH QA             | Neu-Tai-Lue-Buchstabe hohes Qa       |
| U+1981 (6529) | ᦁ               | anderer Buchstabe, Silbe oder Ideogramm | links nach rechts         | NEW TAI LUE LETTER LOW QA              | Neu-Tai-Lue-Buchstabe tiefes Qa      |
| U+1982 (6530) | ᦂ               | anderer Buchstabe, Silbe oder Ideogramm | links nach rechts         | NEW TAI LUE LETTER HIGH KA             | Neu-Tai-Lue-Buchstabe hohes Ka       |
| U+1983 (6531) | ᦃ               | anderer Buchstabe, Silbe oder Ideogramm | links nach rechts         | NEW TAI LUE LETTER HIGH XA             | Neu-Tai-Lue-Buchstabe hohes Xa       |
| U+1984 (6532) | ᦄ               | anderer Buchstabe, Silbe oder Ideogramm | links nach rechts         | NEW TAI LUE LETTER HIGH NGA            | Neu-Tai-Lue-Buchstabe hohes Nga      |
| U+1985 (6533) | ᦅ               | anderer Buchstabe, Silbe oder Ideogramm | links nach rechts         | NEW TAI LUE LETTER LOW KA              | Neu-Tai-Lue-Buchstabe tiefes Ka      |
| U+1986 (6534) | ᦆ               | anderer Buchstabe, Silbe oder Ideogramm | links nach rechts         | NEW TAI LUE LETTER LOW XA              | Neu-Tai-Lue-Buchstabe tiefes Xa      |
| U+1987 (6535) | ᦇ               | anderer Buchstabe, Silbe oder Ideogramm | links nach rechts         | NEW TAI LUE LETTER LOW NGA             | Neu-Tai-Lue-Buchstabe tiefes Nga     |
| U+1988 (6536) | ᦈ               | anderer Buchstabe, Silbe oder Ideogramm | links nach rechts         | NEW TAI LUE LETTER HIGH TSA            | Neu-Tai-Lue-Buchstabe hohes Tsa      |
| U+1989 (6537) | ᦉ               | anderer Buchstabe, Silbe oder Ideogramm | links nach rechts         | NEW TAI LUE LETTER HIGH SA             | Neu-Tai-Lue-Buchstabe hohes Sa       |
| U+198A (6538) | ᦊ               | anderer Buchstabe, Silbe oder Ideogramm | links nach rechts         | NEW TAI LUE LETTER HIGH YA             | Neu-Tai-Lue-Buchstabe hohes Ya       |
| U+198B (6539) | ᦋ               | anderer Buchstabe, Silbe oder Ideogramm | links nach rechts         | NEW TAI LUE LETTER LOW TSA             | Neu-Tai-Lue-Buchstabe tiefes Tsa     |
| U+198C (6540) | ᦌ               | anderer Buchstabe, Silbe oder Ideogramm | links nach rechts         | NEW TAI LUE LETTER LOW SA              | Neu-Tai-Lue-Buchstabe tiefes Sa      |
| U+198D (6541) | ᦍ               | anderer Buchstabe, Silbe oder Ideogramm | links nach rechts         | NEW TAI LUE LETTER LOW YA              | Neu-Tai-Lue-Buchstabe tiefes Ya      |
| U+198E (6542) | ᦎ               | anderer Buchstabe, Silbe oder Ideogramm | links nach rechts         | NEW TAI LUE LETTER HIGH TA             | Neu-Tai-Lue-Buchstabe hohes Ta       |
| U+198F (6543) | ᦏ               | anderer Buchstabe, Silbe oder Ideogramm | links nach rechts         | NEW TAI LUE LETTER HIGH THA            | Neu-Tai-Lue-Buchstabe hohes Tha      |
| U+1990 (6544) | ᦐ               | anderer Buchstabe, Silbe oder Ideogramm | links nach rechts         | NEW TAI LUE LETTER HIGH NA             | Neu-Tai-Lue-Buchstabe hohes Na       |
| U+1991 (6545) | ᦑ               | anderer Buchstabe, Silbe oder Ideogramm | links nach rechts         | NEW TAI LUE LETTER LOW TA              | Neu-Tai-Lue-Buchstabe tiefes Ta      |
| U+1992 (6546) | ᦒ               | anderer Buchstabe, Silbe oder Ideogramm | links nach rechts         | NEW TAI LUE LETTER LOW THA             | Neu-Tai-Lue-Buchstabe tiefes Tha     |
| U+1993 (6547) | ᦓ               | anderer Buchstabe, Silbe oder Ideogramm | links nach rechts         | NEW TAI LUE LETTER LOW NA              | Neu-Tai-Lue-Buchstabe tiefes Na      |
| U+1994 (6548) | ᦔ               | anderer Buchstabe, Silbe oder Ideogramm | links nach rechts         | NEW TAI LUE LETTER HIGH PA             | Neu-Tai-Lue-Buchstabe hohes Pa       |
| U+1995 (6549) | ᦕ               | anderer Buchstabe, Silbe oder Ideogramm | links nach rechts         | NEW TAI LUE LETTER HIGH PHA            | Neu-Tai-Lue-Buchstabe hohes Pha      |
| U+1996 (6550) | ᦖ               | anderer Buchstabe, Silbe oder Ideogramm | links nach rechts         | NEW TAI LUE LETTER HIGH MA             | Neu-Tai-Lue-Buchstabe hohes Ma       |
| U+1997 (6551) | ᦗ               | anderer Buchstabe, Silbe oder Ideogramm | links nach rechts         | NEW TAI LUE LETTER LOW PA              | Neu-Tai-Lue-Buchstabe tiefes Pa      |
| U+1998 (6552) | ᦘ               | anderer Buchstabe, Silbe oder Ideogramm | links nach rechts         | NEW TAI LUE LETTER LOW PHA             | Neu-Tai-Lue-Buchstabe tiefes Pha     |
| U+1999 (6553) | ᦙ               | anderer Buchstabe, Silbe oder Ideogramm | links nach rechts         | NEW TAI LUE LETTER LOW MA              | Neu-Tai-Lue-Buchstabe tiefes Ma      |
| U+199A (6554) | ᦚ               | anderer Buchstabe, Silbe oder Ideogramm | links nach rechts         | NEW TAI LUE LETTER HIGH FA             | Neu-Tai-Lue-Buchstabe hohes Fa       |
| U+199B (6555) | ᦛ               | anderer Buchstabe, Silbe oder Ideogramm | links nach rechts         | NEW TAI LUE LETTER HIGH VA             | Neu-Tai-Lue-Buchstabe hohes Va       |
| U+199C (6556) | ᦜ               | anderer Buchstabe, Silbe oder Ideogramm | links nach rechts         | NEW TAI LUE LETTER HIGH LA             | Neu-Tai-Lue-Buchstabe hohes La       |
| U+199D (6557) | ᦝ               | anderer Buchstabe, Silbe oder Ideogramm | links nach rechts         | NEW TAI LUE LETTER LOW FA              | Neu-Tai-Lue-Buchstabe tiefes Fa      |
| U+199E (6558) | ᦞ               | anderer Buchstabe, Silbe oder Ideogramm | links nach rechts         | NEW TAI LUE LETTER LOW VA              | Neu-Tai-Lue-Buchstabe tiefes Va      |
| U+199F (6559) | ᦟ               | anderer Buchstabe, Silbe oder Ideogramm | links nach rechts         | NEW TAI LUE LETTER LOW LA              | Neu-Tai-Lue-Buchstabe tiefes La      |
| U+19A0 (6560) | ᦠ               | anderer Buchstabe, Silbe oder Ideogramm | links nach rechts         | NEW TAI LUE LETTER HIGH HA             | Neu-Tai-Lue-Buchstabe hohes Ha       |
| U+19A1 (6561) | ᦡ               | anderer Buchstabe, Silbe oder Ideogramm | links nach rechts         | NEW TAI LUE LETTER HIGH DA             | Neu-Tai-Lue-Buchstabe hohes Da       |
| U+19A2 (6562) | ᦢ               | anderer Buchstabe, Silbe oder Ideogramm | links nach rechts         | NEW TAI LUE LETTER HIGH BA             | Neu-Tai-Lue-Buchstabe hohes Ba       |
| U+19A3 (6563) | ᦣ               | anderer Buchstabe, Silbe oder Ideogramm | links nach rechts         | NEW TAI LUE LETTER LOW HA              | Neu-Tai-Lue-Buchstabe tiefes Ha      |
| U+19A4 (6564) | ᦤ               | anderer Buchstabe, Silbe oder Ideogramm | links nach rechts         | NEW TAI LUE LETTER LOW DA              | Neu-Tai-Lue-Buchstabe tiefes Da      |
| U+19A5 (6565) | ᦥ               | anderer Buchstabe, Silbe oder Ideogramm | links nach rechts         | NEW TAI LUE LETTER LOW BA              | Neu-Tai-Lue-Buchstabe tiefes Ba      |
| U+19A6 (6566) | ᦦ               | anderer Buchstabe, Silbe oder Ideogramm | links nach rechts         | NEW TAI LUE LETTER HIGH KVA            | Neu-Tai-Lue-Buchstabe hohes Kva      |
| U+19A7 (6567) | ᦧ               | anderer Buchstabe, Silbe oder Ideogramm | links nach rechts         | NEW TAI LUE LETTER HIGH XVA            | Neu-Tai-Lue-Buchstabe hohes Xva      |
| U+19A8 (6568) | ᦨ               | anderer Buchstabe, Silbe oder Ideogramm | links nach rechts         | NEW TAI LUE LETTER LOW KVA             | Neu-Tai-Lue-Buchstabe tiefes Kva     |
| U+19A9 (6569) | ᦩ               | anderer Buchstabe, Silbe oder Ideogramm | links nach rechts         | NEW TAI LUE LETTER LOW XVA             | Neu-Tai-Lue-Buchstabe tiefes Xva     |
| U+19AA (6570) | ᦪ               | anderer Buchstabe, Silbe oder Ideogramm | links nach rechts         | NEW TAI LUE LETTER HIGH SUA            | Neu-Tai-Lue-Buchstabe hohes Sua      |
| U+19AB (6571) | ᦫ               | anderer Buchstabe, Silbe oder Ideogramm | links nach rechts         | NEW TAI LUE LETTER LOW SUA             | Neu-Tai-Lue-Buchstabe tiefes Sua     |
| U+19B0 (6576) | ᦰ               | Markierung mit Extrabreite              | links nach rechts         | NEW TAI LUE VOWEL SIGN VOWEL SHORTENER | Neu-Tai-Lue-Vokalzeichen Vokalkürzer |
| U+19B1 (6577) | ᦱ               | Markierung mit Extrabreite              | links nach rechts         | NEW TAI LUE VOWEL SIGN AA              | Neu-Tai-Lue-Vokalzeichen Aa          |
| U+19B2 (6578) | ᦲ               | Markierung mit Extrabreite              | links nach rechts         | NEW TAI LUE VOWEL SIGN II              | Neu-Tai-Lue-Vokalzeichen Ii          |
| U+19B3 (6579) | ᦳ               | Markierung mit Extrabreite              | links nach rechts         | NEW TAI LUE VOWEL SIGN U               | Neu-Tai-Lue-Vokalzeichen U           |
| U+19B4 (6580) | ᦴ               | Markierung mit Extrabreite              | links nach rechts         | NEW TAI LUE VOWEL SIGN UU              | Neu-Tai-Lue-Vokalzeichen Uu          |
| U+19B5 (6581) | ᦵ               | Markierung mit Extrabreite              | links nach rechts         | NEW TAI LUE VOWEL SIGN E               | Neu-Tai-Lue-Vokalzeichen E           |
| U+19B6 (6582) | ᦶ               | Markierung mit Extrabreite              | links nach rechts         | NEW TAI LUE VOWEL SIGN AE              | Neu-Tai-Lue-Vokalzeichen Ae          |
| U+19B7 (6583) | ᦷ               | Markierung mit Extrabreite              | links nach rechts         | NEW TAI LUE VOWEL SIGN O               | Neu-Tai-Lue-Vokalzeichen O           |
| U+19B8 (6584) | ᦸ               | Markierung mit Extrabreite              | links nach rechts         | NEW TAI LUE VOWEL SIGN OA              | Neu-Tai-Lue-Vokalzeichen Oa          |
| U+19B9 (6585) | ᦹ               | Markierung mit Extrabreite              | links nach rechts         | NEW TAI LUE VOWEL SIGN UE              | Neu-Tai-Lue-Vokalzeichen Ue          |
| U+19BA (6586) | ᦺ               | Markierung mit Extrabreite              | links nach rechts         | NEW TAI LUE VOWEL SIGN AY              | Neu-Tai-Lue-Vokalzeichen Ay          |
| U+19BB (6587) | ᦻ               | Markierung mit Extrabreite              | links nach rechts         | NEW TAI LUE VOWEL SIGN AAY             | Neu-Tai-Lue-Vokalzeichen Aay         |
| U+19BC (6588) | ᦼ               | Markierung mit Extrabreite              | links nach rechts         | NEW TAI LUE VOWEL SIGN UY              | Neu-Tai-Lue-Vokalzeichen Uy          |
| U+19BD (6589) | ᦽ               | Markierung mit Extrabreite              | links nach rechts         | NEW TAI LUE VOWEL SIGN OY              | Neu-Tai-Lue-Vokalzeichen Oy          |
| U+19BE (6590) | ᦾ               | Markierung mit Extrabreite              | links nach rechts         | NEW TAI LUE VOWEL SIGN OAY             | Neu-Tai-Lue-Vokalzeichen Oay         |
| U+19BF (6591) | ᦿ               | Markierung mit Extrabreite              | links nach rechts         | NEW TAI LUE VOWEL SIGN UEY             | Neu-Tai-Lue-Vokalzeichen Uey         |
| U+19C0 (6592) | ᧀ               | Markierung mit Extrabreite              | links nach rechts         | NEW TAI LUE VOWEL SIGN IY              | Neu-Tai-Lue-Vokalzeichen Iy          |
| U+19C1 (6593) | ᧁ               | anderer Buchstabe, Silbe oder Ideogramm | links nach rechts         | NEW TAI LUE LETTER FINAL V             | Neu-Tai-Lue-Vokalzeichen finales V   |
| U+19C2 (6594) | ᧂ               | anderer Buchstabe, Silbe oder Ideogramm | links nach rechts         | NEW TAI LUE LETTER FINAL NG            | Neu-Tai-Lue-Vokalzeichen finales Ng  |
| U+19C3 (6595) | ᧃ               | anderer Buchstabe, Silbe oder Ideogramm | links nach rechts         | NEW TAI LUE LETTER FINAL N             | Neu-Tai-Lue-Vokalzeichen finales N   |
| U+19C4 (6596) | ᧄ               | anderer Buchstabe, Silbe oder Ideogramm | links nach rechts         | NEW TAI LUE LETTER FINAL M             | Neu-Tai-Lue-Vokalzeichen finales M   |
| U+19C5 (6597) | ᧅ               | anderer Buchstabe, Silbe oder Ideogramm | links nach rechts         | NEW TAI LUE LETTER FINAL K             | Neu-Tai-Lue-Vokalzeichen finales K   |
| U+19C6 (6598) | ᧆ               | anderer Buchstabe, Silbe oder Ideogramm | links nach rechts         | NEW TAI LUE LETTER FINAL D             | Neu-Tai-Lue-Vokalzeichen finales D   |
| U+19C7 (6599) | ᧇ               | anderer Buchstabe, Silbe oder Ideogramm | links nach rechts         | NEW TAI LUE LETTER FINAL B             | Neu-Tai-Lue-Vokalzeichen finales B   |
| U+19C8 (6600) | ᧈ               | Markierung mit Extrabreite              | links nach rechts         | NEW TAI LUE TONE MARK-1                | Neu-Tai-Lue-Tonzeichen               |
| U+19C9 (6601) | ᧉ               | Markierung mit Extrabreite              | links nach rechts         | NEW TAI LUE TONE MARK-2                | Neu-Tai-Lue-Tonzeichen               |
| U+19D0 (6608) | ᧐               | Dezimalziffer                           | links nach rechts         | NEW TAI LUE DIGIT ZERO                 | Neu-Tai-Lue-Ziffer Null              |
| U+19D1 (6609) | ᧑               | Dezimalziffer                           | links nach rechts         | NEW TAI LUE DIGIT ONE                  | Neu-Tai-Lue-Ziffer Eins              |
| U+19D2 (6610) | ᧒               | Dezimalziffer                           | links nach rechts         | NEW TAI LUE DIGIT TWO                  | Neu-Tai-Lue-Ziffer Zwei              |
| U+19D3 (6611) | ᧓               | Dezimalziffer                           | links nach rechts         | NEW TAI LUE DIGIT THREE                | Neu-Tai-Lue-Ziffer Drei              |
| U+19D4 (6612) | ᧔               | Dezimalziffer                           | links nach rechts         | NEW TAI LUE DIGIT FOUR                 | Neu-Tai-Lue-Ziffer Vier              |
| U+19D5 (6613) | ᧕               | Dezimalziffer                           | links nach rechts         | NEW TAI LUE DIGIT FIVE                 | Neu-Tai-Lue-Ziffer Fünf              |
| U+19D6 (6614) | ᧖               | Dezimalziffer                           | links nach rechts         | NEW TAI LUE DIGIT SIX                  | Neu-Tai-Lue-Ziffer Sechs             |
| U+19D7 (6615) | ᧗               | Dezimalziffer                           | links nach rechts         | NEW TAI LUE DIGIT SEVEN                | Neu-Tai-Lue-Ziffer Sieben            |
| U+19D8 (6616) | ᧘               | Dezimalziffer                           | links nach rechts         | NEW TAI LUE DIGIT EIGHT                | Neu-Tai-Lue-Ziffer Acht              |
| U+19D9 (6617) | ᧙               | Dezimalziffer                           | links nach rechts         | NEW TAI LUE DIGIT NINE                 | Neu-Tai-Lue-Ziffer Neun              |
| U+19DA (6618) | ᧚               | anderes Zahlzeichen                     | links nach rechts         | NEW TAI LUE THAM DIGIT ONE             | Neu-Tai-Lue-Ziffer Tham-Eins         |
| U+19DE (6622) | ᧞               | anderes Symbol                          | anderes neutrales Zeichen | NEW TAI LUE SIGN LAE                   | Neu-Tai-Lue-Zeichen Lae              |
| U+19DF (6623) | ᧟               | anderes Symbol                          | anderes neutrales Zeichen | NEW TAI LUE SIGN LAEV                  | Neu-Tai-Lue-Zeichen Laev             |